# Tert-Butyllithium
tert-Butyllithium (t-BuLi) ist eine tertiäre metallorganische Verbindung des Elements Lithium (Organolithium-Verbindung). Daneben gibt es noch die isomeren Formen n-Butyllithium und sec-Butyllithium. Die Basizität nimmt in der Reihe n-Butyllithium < sec-Butyllithium < tert-Butyllithium zu. t-BuLi ist somit die stärkste Base in dieser Reihe. 

## Darstellung
Die Synthese kann durch Reaktion von t-Butylchlorid mit Lithium in Form einer Lithium-Natrium-Legierung erfolgen.
{\displaystyle \mathrm {2\ Li+C_{4}H_{9}Cl\longrightarrow LiC_{4}H_{9}+LiCl} }

## Eigenschaften
Im Handel ist es ausschließlich als Lösung in Alkanen (zumeist in Pentan oder Heptan) erhältlich, wobei eine Konzentration von 1,7 mol/l üblich ist. Ether wie THF oder Diethylether sind als Lösemittel zur Lagerung ungeeignet, da sie rasch zersetzt werden.

### Reaktionen
Die Lithium-Kohlenstoff-Bindung im tert-Butyllithiummolekül ist stark polarisiert. Das Kohlenstoffatom trägt dabei eine negative und das Lithiumatom eine positive Partialladung. tert-Butyllithium verhält sich daher chemisch ähnlich wie ein entsprechendes Carbanion. Durch Formulierung einer mesomeren Grenzstruktur lässt sich dieses Verhalten veranschaulichen:
Ähnlich wie n-Butyllithium kann auch t-BuLi für den Lithium-Halogenaustausch und zum Deprotonieren von Aminen und aktivierten C-H-Verbindungen verwendet werden. t-BuLi kann zudem die Alpha-Position der Ether angreifen. In Diethylether beträgt die Halbwertszeit von t-BuLi bei 0 °C etwa 60 Minuten. Im Falle von Tetrahydrofuran sind es gar nur 40 min bei −20 °C. Bei Raumtemperatur wird THF innerhalb von Minuten zersetzt:
Diese Methode wird zum Beispiel benutzt, wenn deprotonierter Acetaldehyd benötigt wird.
Um Nebenreaktionen mit dem Lösungsmittel zu vermeiden, können Reaktionen mit t-BuLi bei niedrigen Temperaturen unter Verwendung von Lösungsmittelgemischen wie der Trapp-Mischung aus THF, Diethylether und Pentan durchgeführt werden, welche dann noch flüssig sind.

## Verwendung
t-BuLi hat in der modernen synthetischen organischen Chemie Bedeutung als ultrastarke Base beziehungsweise als Lithiierungsreagenz erlangt. So reagiert es selbst mit sehr schwachen Säuren. Daneben eignet es sich sowohl für heteroatom-dirigierte Lithiierungen als auch für Halogen-Lithium-Austauschreaktionen.

## Sicherheitshinweise
t-BuLi kann in Lithiumhydrid und Isobuten zerfallen, insbesondere über 140 °C. Es ist auch in Lösung äußerst pyrophor und verbrennt an der Luft mit einer typisch violetten Flamme. Außerdem reagiert es heftig mit Wasser und anderen protischen Lösungsmitteln.
Die Lösungsmittel, in denen tert-Butyllithium aufbewahrt wird, sind selbst hoch entzündlich. Arbeiten mit Lösungen von t-BuLi führen immer wieder zu schweren Laborunfällen. 2008 starb eine Mitarbeiterin der University of California, Los Angeles an schweren Verbrennungen. Der Kolben der verwendeten Plastikspritze hatte sich gelöst, woraufhin sich die an Luft und Kleidung verteilte Chemikalie entzündete.